# 雅罗斯拉夫·尼洛夫
雅罗斯拉夫·叶夫根尼耶维奇·尼洛夫（羅馬化：Yaroslav Yevgen'yevich Nilov；1982年3月20日—）是俄罗斯政治家、俄罗斯联邦国家杜马代表。他是杜马劳工、社会政策和退伍军人事务委员会主席的成员。他是俄罗斯自由民主党的成员。

## 生平
尼洛夫于1997年加入俄罗斯自由民主党，随后他帮助在莫斯科柳别尔齐创建了该党的年轻翼团。2005年毕业于莫斯科动力学院。
1998年至2003年，尼洛夫担任自民党领导人弗拉基米尔·日里诺夫斯基的助手，并创建了青年组织“青年倡议中心”。 2003年至2007年，尼洛夫继续担任时任国家杜马副主席日里诺夫斯基的助理。2007年至2011年，尼洛夫担任国家杜马副主席弗拉基米尔·日里诺夫斯基的秘书处主任。
2016年3月，日里诺夫斯基提名尼洛夫成为他可能的继任者之一。

### 制裁
尼洛夫于2022年因俄乌战争而受到英国政府和美国财政部制裁。